# Sunbeam (mc)

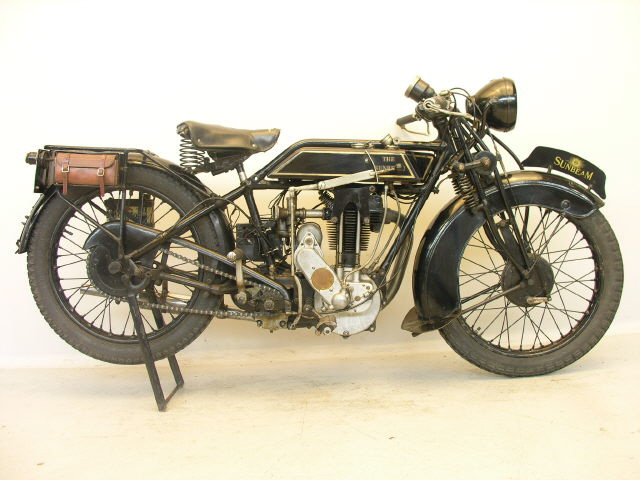
Sunbeam Model 8 från 1929

Sunbeam är ett brittiskt motorcykelmärke som tillverkades åren 1912-1956.

## Historia
John Marston, mannen som startade det hela var född i Ludlow, Shropshire i Storbritannien 1836 i en mindre landägande familj. 1851, vid 15 års ålder, skickades han till Wolverhampton till Edward Perry som lärling. Perry arbetade med lackering. När Marston var 23 år öppnade han en egen lackeringsfirma, John Marston Ltd. Det gick, ekonomiskt, så bra för företaget att när Perry dog 1871, tog Marston över hans företag och införlivade den i sitt eget.
Företaget började göra cyklar, och efter förslag från sin hustru Ellen, tog Marston namnet "Sunbeam". John Marston var en perfektionist, och det återspeglades genom hög kvalitet på cyklarna, som hade en inhägnad runt kedjan där ett oljebad såg till att kedjan hela tiden smörjdes och hölls ren.
Från 1903 och framåt försökte företaget experimentera med att sätta på motorer på cyklarna men de misslyckades. En människa dog i experimenten. John Marstons motvilja till motorcyklar som koncept motarbetare utvecklingen vilket gjorde att Sunbeam Motor Car Company Ltd grundades 1905.